# Гоумвуд (Алабама)
Гоумвуд (англ. Homewood) — місто (англ. city) в США, в окрузі Джефферсон штату Алабама. Населення — 26 414 особи (2020).

## Географія
Гоумвуд розташований за координатами 33°27′32″ пн. ш. 86°48′34″ зх. д. / 33.45889° пн. ш. 86.80944° зх. д. (33.459024, -86.809414).  За даними Бюро перепису населення США в 2010 році місто мало площу 21,83 км², з яких 21,66 км² — суходіл та 0,17 км² — водойми.

## Демографія
Згідно з переписом 2010 року, у місті мешкало 25 167 осіб у 10 092 домогосподарствах у складі 5760 родин. Густота населення становила 1153 особи/км².  Було 11385 помешкань (522/км²).
Расовий склад населення:
| - 74,6 % — білих - 17,3 % — чорних або афроамериканців - 2,2 % — азіатів - 0,2 % — корінних американців - 4,4 % — осіб інших рас |

До двох чи більше рас належало 1,4 %. Частка іспаномовних становила 7,3 % від усіх жителів.
За віковим діапазоном населення розподілялося таким чином: 22,8 % — особи молодші 18 років, 68,1 % — особи у віці 18—64 років, 9,1 % — особи у віці 65 років та старші. Медіана віку мешканця становила 29,8 року. На 100 осіб жіночої статі у місті припадало 88,2 чоловіків;  на 100 жінок у віці від 18 років та старших — 82,3 чоловіків також старших 18 років.
Середній дохід на одне домашнє господарство  становив 87 189 доларів США (медіана — 61 626), а середній дохід на одну сім'ю — 105 381 долар (медіана — 82 267). Медіана доходів становила 52 354 долари для чоловіків та 46 133 долари для жінок. За межею бідності перебувало 12,7 % осіб, у тому числі 14,7 % дітей у віці до 18 років та 8,0 % осіб у віці 65 років та старших.
Цивільне працевлаштоване населення становило 13 494 особи. Основні галузі зайнятості: освіта, охорона здоров'я та соціальна допомога — 31,0 %, науковці, спеціалісти, менеджери — 15,9 %, мистецтво, розваги та відпочинок — 10,0 %, роздрібна торгівля — 8,8 %.